# Avicoltura
L'avicoltura, branca della zootecnica, è la pratica riguardante l'allevamento degli uccelli e gli aspetti culturali che ne derivano. L'avicoltura è intrapresa dall'uomo per diversi motivi: l'uso degli uccelli per ricavarne carne, uova e piume, la conservazione delle specie in pericolo di estinzione, l'allevamento di uccelli da compagnia od ornamentali.

## Tipologia
Praticata in quasi tutto il mondo, variano i tipi di impianto che possono essere manuali o automatici; variano i tipi di abbeveratoio, che possono essere a canalina, a campana o a goccia, a seconda dell'animale da allevare; variano inoltre i sistemi di alimentazione che possono essere a mangime triturato o a semi.

## Animali da avicoltura da reddito
- pollo
- tacchino
- faraona
- fagiano
- pavone
- pernice
- quaglia
- colombo
- tortora
- oca
- anatra comune
- anatra muta